# Casas del Castañar
Casas del Castañar (en estremeñu Casas del Castañal) es un municipio español de la provincia de Cáceres, Extremadura. Se localiza en la sierra de Tormantos, en las estribaciones de la sierra de Gredos, en el Valle del Jerte, mancomunidad del norte de la provincia muy conocida por su gran producción de cerezas. Se encuentra a unos 20 kilómetros de la ciudad de Plasencia. En 2024 contaba con 578 habitantes censados, según los datos oficiales del INE.

## Geografía
Integrado en la comarca de Valle del Jerte, se sitúa a 98 kilómetros de la capital provincial. El término municipal está atravesado por la carretera N-110 entre el pK 384 y 393, además de por carreteras locales que permiten la comunicación con El Torno y Cabrero. 
El relieve del municipio es llano por el norte, donde el río Jerte marca el límite con El Torno, y montañoso por el sur, donde destaca la sierra de San Bernabé, que hace de límite con Gargüera de la Vera y Barrado. El río Jerte represa sus aguas en el extremo suroccidental en el embalse de Plasencia. Los picos más destacados del territorio son cerro Bullón (1117 metros), Los Cerecillos (1110 metros), cerro de Fuente Morada (946 metros) y Villavieja (910 metros). La altitud oscila entre los 1117 metros al sur y los 370 metros a orillas del embalse. El pueblo se alza a 675 metros sobre el nivel del mar.
| Noroeste: El Torno                  | Norte: El Torno, Valdastillas y Cabrero | Noreste: Cabrero |
| Oeste: El Torno                     |                                         | Este: Cabrero    |
| Suroeste: Cabezabellosa y Plasencia | Sur: Gargüera de la Vera y Barrado      | Sureste: Barrado |

## Historia

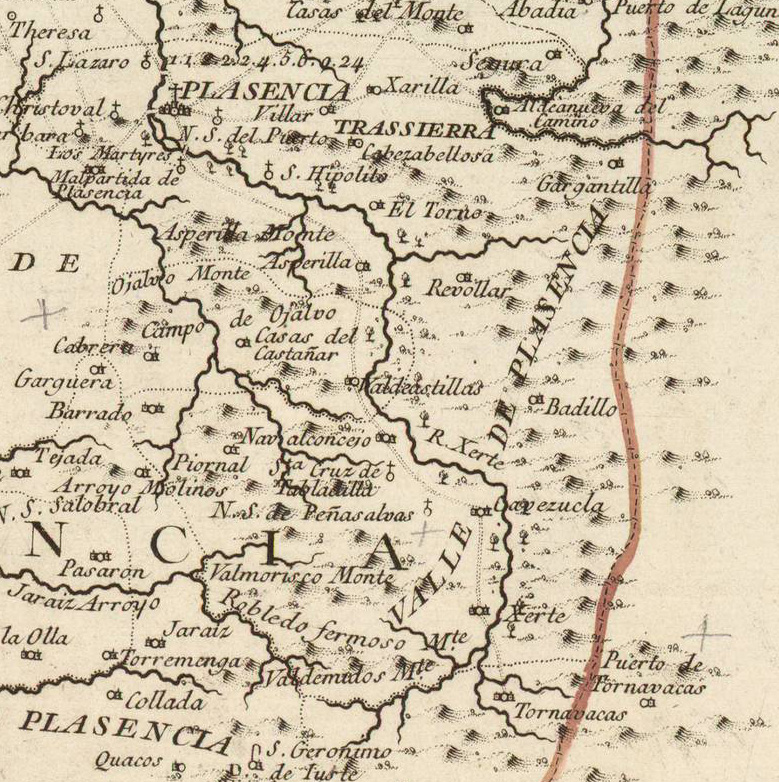
Mapa de 1766 que muestra tanto a Casas del Castañar como Asperilla.

Su origen está en el pueblo de La Asperilla. Ya en tiempos de Alfonso VIII se habla de este asentamiento como lugar de caza de osos y lobos. Su fundación, imprecisa, se localiza en tiempos de la Reconquista cuando el rey Alfonso VIII ganó estas tierras a los musulmanes, pasando su población, a finales del siglo XII, a depender de Plasencia.
La nueva aldea surgió entre la arboleda en algún momento de la segunda mitad del siglo XV como un conjunto irregular de sequeros de castañas. Casi de inmediato, algunos vecinos de Asperilla decidieron establecerse de por vida al cobijo de los árboles de los que dependía su existencia. Aquellas casas de campo en origen se fueron transformando de manera apresurada en viviendas de uso permanente. El resultado fue un complejo urbanístico de arquitectura entramada que se ramificó sobre cuestas en torno a la iglesia de San Juan Bautista. Durante casi 300 años ambos pueblos coexistieron a regañadientes tratando de delimitar su territorio hasta que bien entrado el siglo XVIII Casas del Castañar terminó por engullir a su aldea matriz.
En la época de la Guerra de la Independencia con los franceses, se fue despoblando el pueblo de la Asperilla y los habitantes fueron desplazándose hacia la sierra, a los secaderos de castañas. De ahí surge el nombre de Casas del Castañar y Asperilla. El último habitante de la Asperilla fue el cura, que se negó a abandonar el pueblo original. Por lo que se cree, en la iglesia actual se conservan de la iglesia del pueblo anterior la pila bautismal y una piedra en la que se habla de un terremoto del siglo XVIII.
Es interesante la visita a los restos del antiguo pueblo de La Asperilla en la margen izquierda del río Jerte, con las ruinas de una antigua iglesia y algunos muros de viejas construcciones, con viviendas levantadas sobre un cerro junto al antiguo Camino Real.
Cerca de este pueblo se conservan algunos pilares de lo que se cree fue un puente romano. En los riscos de Villavieja existen algunos restos de un poblado celta (citania).[cita requerida]
A la caída del Antiguo Régimen la localidad se constituye en municipio constitucional, entonces conocido como Casas del Castañar y Asperilla en la región de Extremadura. Desde 1834 quedó integrado en el partido judicial de Plasencia. En el censo de 1842 contaba con 180 hogares y 986 vecinos.

## Demografía
Casas del Castañar cuenta con una población de 578 habitantes (INE 2024).
| Gráfica de evolución demográfica de Casas del Castañar entre 1842 y 2021 |
| |
| Población de derecho según los censos de población del INE Población de hecho según los censos de población del INEEn este censo se denominaba Casas del Castañar y Asperilla: 1842. |

## Administración y política
La corporación municipal está formada por 7 miembros:
| PARTIDO POLÍTICO                         | NÚMERO DE CONCEJALES |
| ---------------------------------------- | -------------------- |
| Partido Socialista Obrero Español (PSOE) | 3                    |
| Partido Popular (PP)                     | 4                    |

## Patrimonio

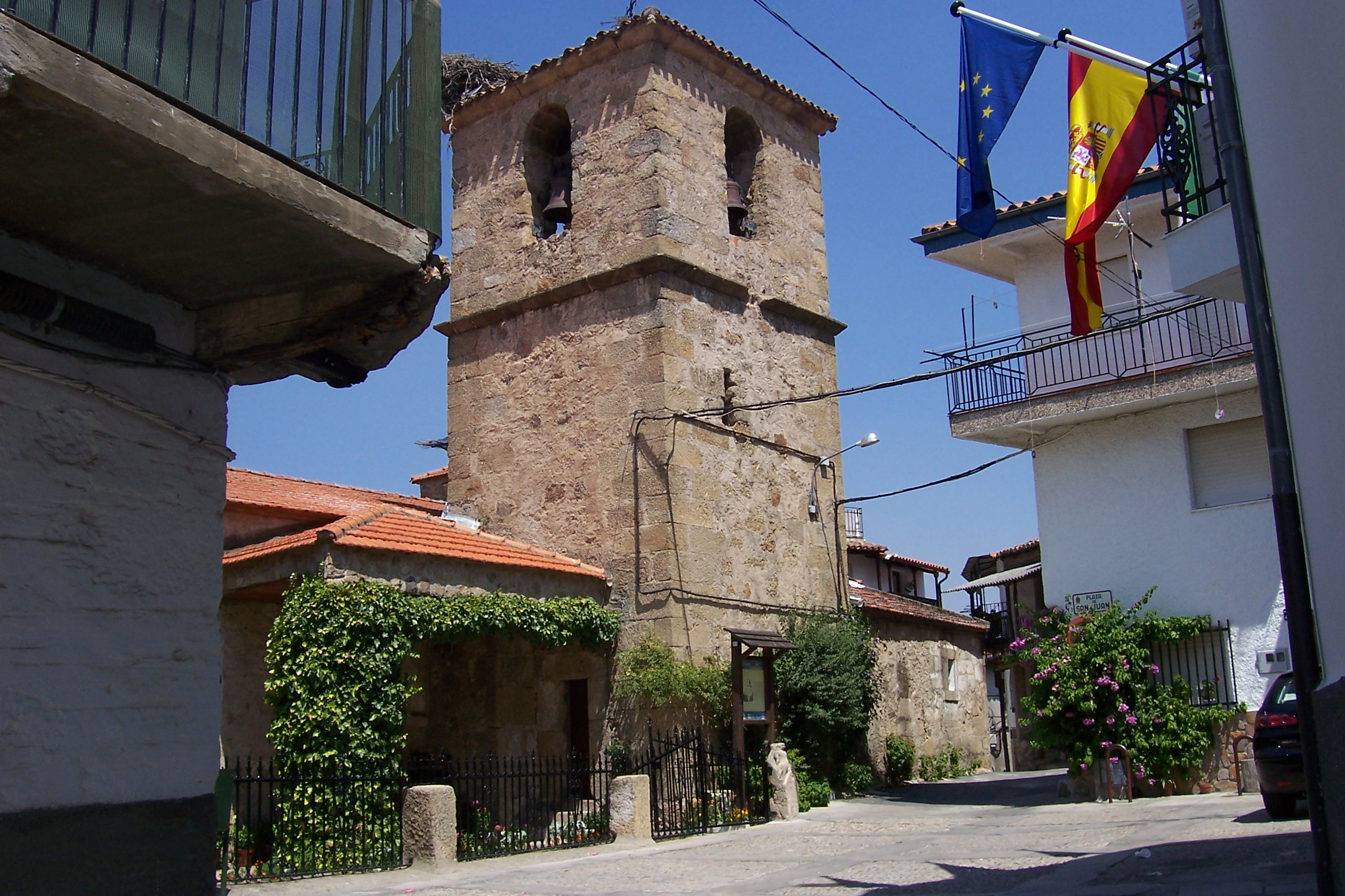
Campanario de la iglesia de San Juan Bautista.

Como monumento religioso cuenta con la iglesia parroquial católica de San Juan Bautista, edificio que data del siglo XVI reformado posteriormente. Construido en mampostería, posee una torre prismática en el exterior adosada al lado sur de la cabecera, con dos cuerpos y remate de tejadillo a cuatro vertientes, encontrándose la puerta de acceso en el lado de la epístola. 
La Junta de Extremadura ha declarado a cinco castaños de la localidad como árboles singulares, es decir, que estos castaños milenarios aparecerán junto a otros árboles extremeños (encinas, alcornoques, etc) en las guías de Turismo Extremadura.
Predomina la arquitectura popular típica de esta zona serrana, es decir, casas con varias alturas, con voladizos, salientes, sus calles estrechas, angostas, construidas en fuertes pendientes. Está rodeada de cerezos y castaños, y también hay bastantes higueras y olivos, haciendo del municipio un lugar encantador.
Otras atracciones son las ruinas de los Riscos de Villavieja, actualmente enclave para la observación de aves rapaces y del paisaje en general, el río Jerte, y los baños en gargantas naturales.

## Cultura
En su término municipal, desde 2003 está ubicado el "Espacio Morán de Arte Contemporáneo" (EMAC), edificio con forma de cúpula promovido y construido por el escultor cacereño Antonio Morán.
En el año 2007 se inauguró el Museo Etnográfico Doctor Marceliano Sayáns Castaños, en el que se pueden contemplar obras de arte y restos arqueológicos recogidos durante toda su vida por el propio doctor, así como toda la colección de libros diversos que formaban su biblioteca personal y un sinfín de instrumentos, armas y otros elementos curiosos.

## Patrimonio cultural inmaterial

### Festividades
Destaca en primavera el espectáculo de El Cerezo en Flor, que cubre de blanco no sólo el término municipal de esta población, sino también gran parte del valle del Jerte.
El 8 de agosto se celebra la Feria, y el 16 de agosto la fiesta patronal, San Roque.

### Gastronomía
La gastronomía típica es la habitual del valle del Jerte: migas extremeñas, queso de cabra, caldereta, embutidos serranos.

## Deporte
En el término municipal se extienden bosques de robles y castaños, en los que existen varias rutas de senderismo de baja dificultad.
En la localidad hay un club deportivo, el AAD Valle del Jerte, que cuenta con niños de la localidad y de los pueblos cercanos, principalmente Piornal, donde desarrolla principalmente sus actividades. Como mayores logros cuentan con dos campeonatos de Extremadura consecutivos de fútbol sala de categoría infantil (12-13 y 13-14) y un campeonato cadete de fútbol 11.